# Mrežnica (wieś)
Mrežnica – wieś w Chorwacji, w żupanii karlowackiej, w gminie Barilović. W 2011 roku liczyła 4 mieszkańców.